# El Rocío

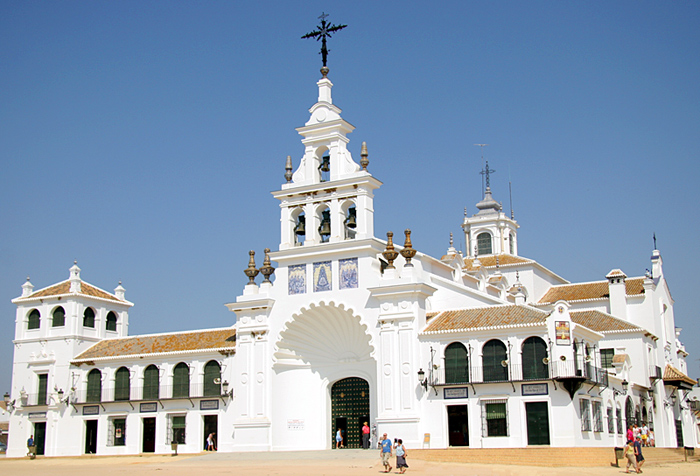
Ermita del Rocío

El Rocío, kurz Rocío, ist ein kleiner Ort in Spanien direkt am Nationalpark Coto de Doñana in der Provinz Huelva. Er gehört zum Gemeindegebiet von Almonte. Rocío heißt auf Deutsch Tau beziehungsweise Morgentau.

## Ortsbild
El Rocío liegt quaderförmig östlich der A-483, die Almonte mit Matalascañas verbindet. Der Ort verfügt außer der am Rand verlaufenden A-483 über kaum befestigte Straßen, die verbreitetsten Verkehrsmittel im Ort sind daher Geländewagen und Pferdefuhrwerke. Die überwiegend zweistöckig errichteten Gebäude und große Sandplätze lassen den Eindruck einer (im überwiegenden Teil des Jahres) verlassenen Westernstadt entstehen, da viele Gebäude der Bruderschaften auch nur zur Wallfahrt zu Pfingsten bewohnt beziehungsweise belebt sind.
Das Zentrum des Ortes erstreckt sich um die Kirche Ermita del Rocío herum, dort ist auch die Touristeninformation. Es gibt einige kleine Souvenirläden, mehrere Restaurants und Bars sowie wenige Hostels und Hotels. Weiter nördlich innerhalb des Dorfes gibt es auch zwei Supermärkte, an der A-483 liegt außerdem eine Tankstelle. Westlich der A-483 liegt am südlichen Ortsrand das Museo de El Rocío. Nach Süden hin schließt der Ort direkt an den Nationalpark Coto de Doñana an, vom Platz vor der Kirche aus überblickt man eine in den Wintermonaten gewässerte Fläche (Marismas), während weiter südlich ausgedehnte Pinienwälder beginnen.

## Wallfahrt

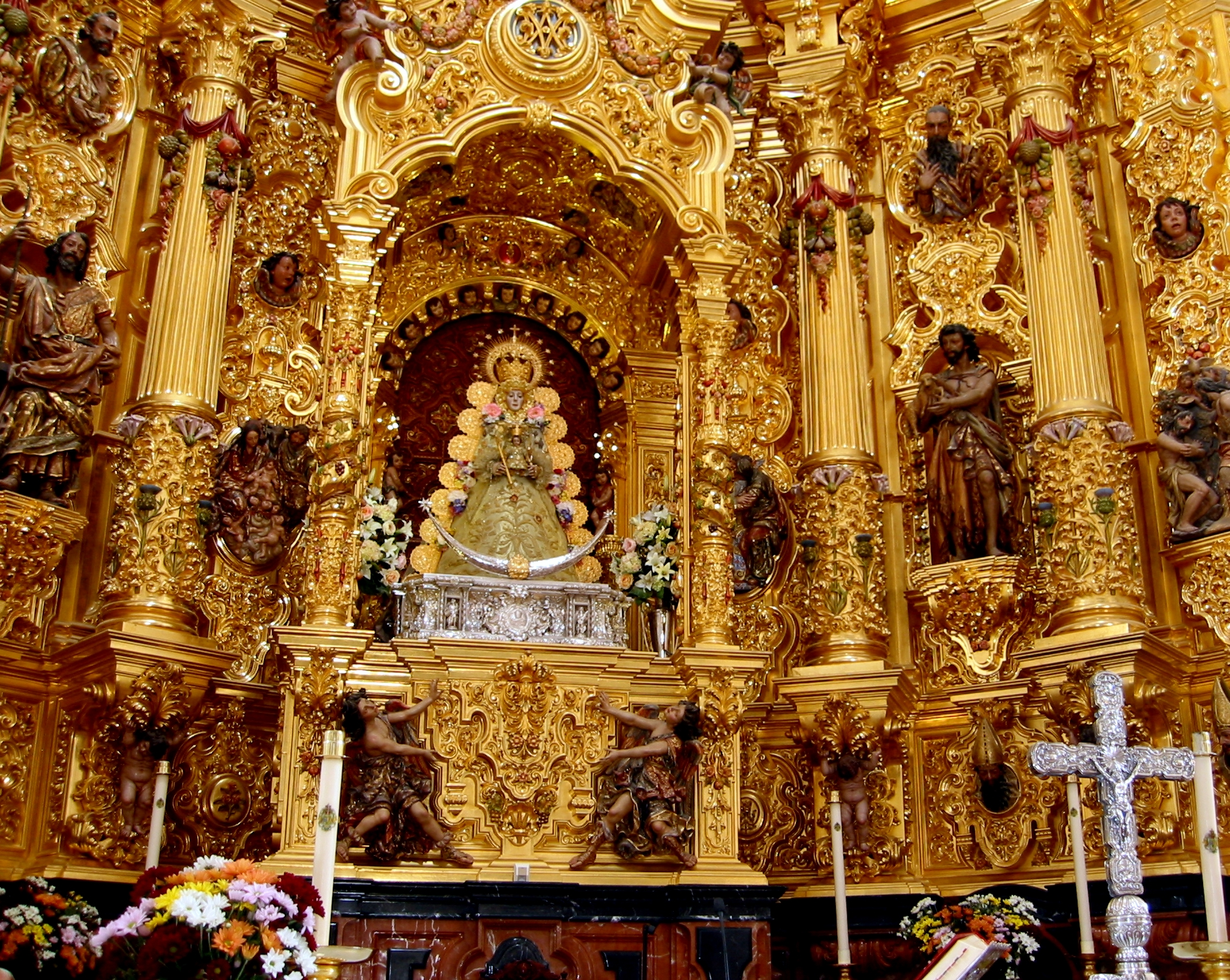
Die Jungfrau von El Rocío

Bekannt ist El Rocío über die Grenzen Spaniens hinaus als Wallfahrtsort. Es wird die Heilige Jungfrau von El Rocío verehrt – oft als Blanca Paloma (Weiße Taube) bezeichnet.
Zu Pfingsten kommen über eine Million Pilger – Romeros – zur Wallfahrt – Romería – in den kleinen Ort, der den Rest des Jahres nur zirka 2000 Einwohner hat.
Über 100 Bruderschaften reisen aus ganz Spanien und zum Teil aus dem Ausland an. Auf ihrem – traditionell festgelegten – Weg, dem Camino nach El Rocío, besuchen sie andere Bruderschaften. Ein wohlbekannter Ort, an dem viele Bruderschaften vorbeikommen, ist Villamanrique de la Condesa in der Provinz Sevilla.
Ab Mittwoch vor Pfingsten (Bruderschaft von Almonte, andere folgen) reiten, fahren und schreiten die Bruderschaften in El Rocío ein und passieren die Wallfahrtskirche, die Ermita, wo sie begrüßt werden. Dann fahren sie weiter zu ihren Häusern, die den Rest des Jahres leer stehen.
Sonntagabend versammeln sich die Gläubigen in der Ermita und davor, um gemeinsam zu beten. Traditionell zum Sonnenaufgang – in Wirklichkeit jedoch meist gegen 2 oder 3 Uhr – überspringen Mitglieder der Mutter-Bruderschaft von Almonte die Absperrung (el salto de la reja) und tragen die Jungfrauen-Statue nach draußen. Von dort schreitet die Blanca Paloma zu allen Bruderschaften. Dort halten auf Schultern getragene Priester der Bruderschaften Dankgebete und Fürbitte für das nächste Jahr.
Viele Gläubige versuchen, die Jungfrau oder zumindest ihr Gewand oder das Podest zu berühren, insbesondere Kranke und Alte, aber auch Kinder sollen so einen besonderen Segen erhalten. Die Träger aus Almonte machen es jedoch Umstehenden sehr schwer, sich der Statue zu nähern – manchmal sieht man auch, dass Kinder über die Köpfe der Umstehenden weitergereicht oder auch geworfen werden, um die segenspendende Berührung ausführen zu können.
Ab dem Dienstag reisen die Bruderschaften wieder ab – zum Teil über ihre Caminos –, um in den Heimatorten den Segen der Madonna zu überbringen.

### El Traslado de la Virgen:Die Überführung der Statue nach Almonte
Im Jahr 1598 wurde die Heilige Maria de las Rocinas (bereits als “Virgen del Rocío” bekannt) zum ersten Mal nach Almonte gebracht, was sich in der Folgezeit unzählige Male wiederholte, meist aufgrund von Naturkatastrophen oder Seekonflikten. In dieser Zeit wurde in Almonte von den Anhängern der Jungfrau auch die Hermandad Matriz gegründet.
Ab 1949 wurde eingeführt, dass die Jungfrau in einem Traslado de la Virgen genannten Akt alle sieben Jahre regelmäßig nach Almonte überführt wird und dort neun Monate bleibt.

### El Rocío Chico
Die Hinrichtung des französischen Militärkommandanten Pierre D'Osseaux durch die Bevölkerung von Almonte im Haus der Familie Ortiz de Abreu am 17. August 1810 veranlasste die Entsendung von mehr als 1.000 napoleonischen Soldaten von Sevilla nach Almonte. Die vom spanischen Unabhängigkeitskrieg erschöpften Menschen brachten die Jungfrau von Rocío aus dem Dorf und flehten sie um ihr Eingreifen an. Zeitgenössischen Dokumenten zufolge erreichten die Truppen Almonte nie und zogen sich zurück, als sie sich bereits in der Nachbarstadt Pilas befanden. Seit diesem Datum wird jährlich zur Erinnerung an dieses Ereignis ein Ordensgelübde mit dem Namen El Rocío Chico abgehalten.

## Lebensgrundlagen

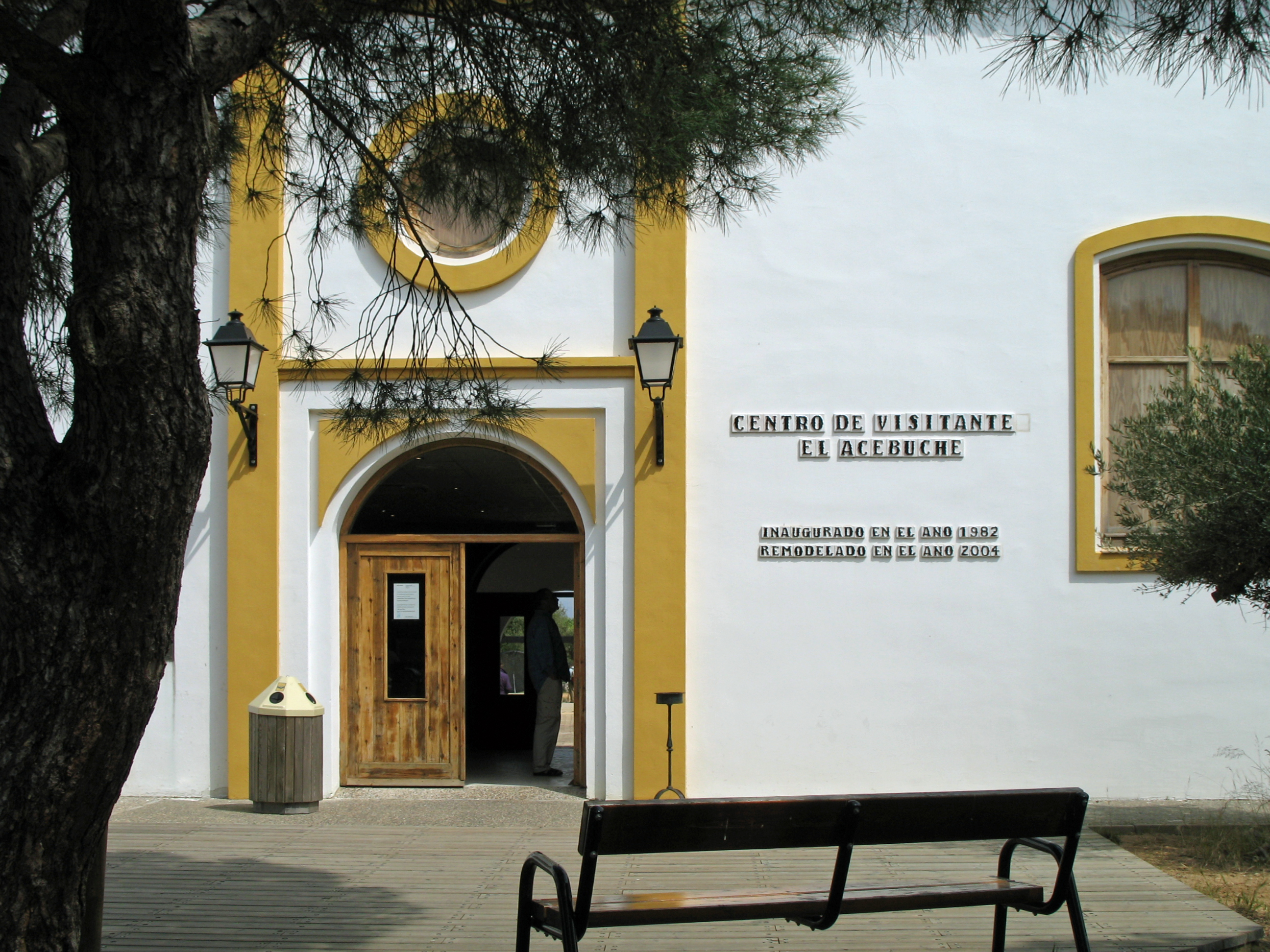
Besucherzentrum El Acebuche

### Tourismus
El Rocío lebt sehr von dem Wallfahrtstourismus – obwohl dieser nur zirka 14 Tage im Jahr anhält. In dieser Zeit kosten Unterkünfte – sofern sie überhaupt zu bekommen sind – oder Transportmittel wie Kutschen, Pferde etc. ein Mehrfaches von dem, was den Rest des Jahres verlangt wird.
Wichtig sind den Rest des Jahres die Besucher des Nationalparks Coto de Doñana – die meisten Besucher übernachten jedoch meist in den Ferienorten an der Costa de la Luz wie Matalascañas oder Mazagón. Bei El Rocío findet man auch die Besucherzentren La Rocina und Palacio Acebron des Nationalparks. Zirka 11 Kilometer in Richtung Matalascañas liegt ein weiteres Besucherzentrum, El Acebuche, von dem aus man auf Fußpfaden den westlich der Straße liegenden Teil des Naturparks erkunden oder geführte Touren durch den Nationalpark buchen kann.

### Landwirtschaft
Um den Ort herum gibt es viele Fincas, die Landwirtschaft betreiben – hauptsächlich den Anbau von Obst, das innerhalb und außerhalb Spaniens sehr geschätzt wird. Insbesondere liegt hier ein Hauptanbaugebiet von Erdbeeren und vor allem Kulturheidelbeeren. Bekannt sind die „frühesten Freiland-Erdbeeren Europas“. Bei den Blaubeeren aus der Region handelt es sich um herausragende Frischware. Die Beeren werden von Hand direkt in den Verkaufs-Schälchen gesammelt, gleich an den Feldern verpackt, vorgekühlt und von Lkw abgeholt und direkt nach Mittel- und Nordeuropa exportiert.
Diese wasserintensive Art der Landwirtschaft geht einher mit teils illegaler Wasserentnahme aus dem nahen Nationalpark Coto de Doñana, die zum Austrocknen von Feuchtgebieten führt.

## Geschichte
Eine im April 2024 abgeschlossene archäologische Studie mit Georadar der Universität Huelva ergab, dass El Rocío möglicherweise einer der wichtigsten Flusshäfen des Mittelalters und der Renaissance war.
König Alfons X. der Weise, der von der Legende des Waldes Las Rocinas fasziniert war, in dem ein Jäger angeblich das Bild der Jungfrau Maria fand, befahl im Jahr 1270 den Bau des ersten Heiligtums an seinem heutigen Standort El Rocío.
Das Erdbeben von Lissabon 1755 zerstörte große Teile Südwestspaniens, darunter auch die alte Einsiedelei, weshalb sie restauriert werden musste.